# Saint-Riquier-ès-Plains
Saint-Riquier-ès-Plains ist eine französische Gemeinde mit 628 Einwohnern (Stand: 1. Januar 2022) im Département Seine-Maritime in der Region Normandie. Sie gehört zum Arrondissement Dieppe, zum Kanton Saint-Valery-en-Caux und ist Teil des Kommunalverbands Côte d’Albâtre.

## Geographie
Ventes-Saint-Rémy ist ein Bauerndorf im Naturraum Pays de Bray. Es liegt 39 Kilometer südwestlich von Dieppe.

### Nachbargemeinden
| Paluel     | Saint-Sylvain | Ingouville         |
| Vittefleur | Kompass       | Ingouville Néville |
| Vittefleur | Ocqueville    | Ocqueville         |

## Geschichte
Während der Französischen Revolution hieß die Gemeinde zeitweilig Ès-Plains-sur-Mer.

## Bevölkerungsentwicklung
Die Bevölkerungsanzahl ist durch Volkszählungen seit 1793 bekannt. Die Einwohnerzahlen bis 2005 werden auf der Website der École des Hautes Études en Sciences Sociales veröffentlicht.
| Jahr | Bevölkerungsanzahl |
| ---- | ------------------ |
| 1962 | 387                |
| 1968 | 335                |
| 1975 | 310                |
| 1982 | 459                |
| 1990 | 513                |
| 1999 | 578                |
| 2006 | 611                |
| 2015 | 614                |

## Sehenswürdigkeiten
Die Kirche Saint-Riquier ist nach dem hl. Richarius von Centula benannt und stammt aus dem 14. Jahrhundert.